# シビレエイ目
シビレエイ目（シビレエイもく、Torpediniformes）は、軟骨魚綱板鰓亜綱の下位分類群で、エイのグループの一つ。2科12属60種を含む。捕食・防御のための発電器官を持つことで知られ、その電圧は8-220ボルトに達する
タイプ属はヤマトシビレエイ属 Torpedo で、これはラテン語で「麻痺した」を意味する torpere に由来する。

## 形態

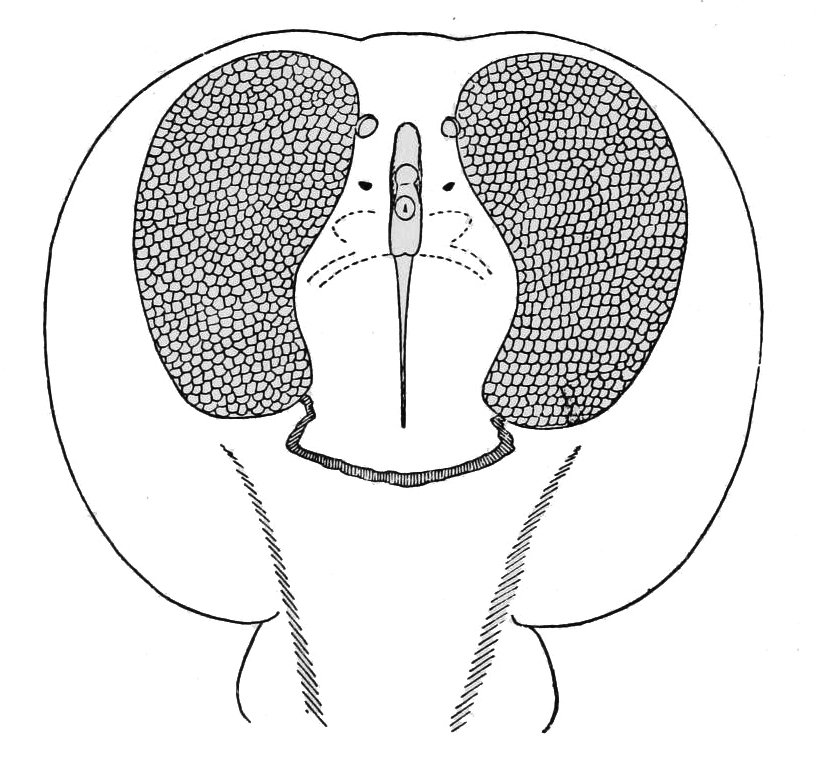
1対の発電器官。

体盤は丸い。背鰭は2基で、大きく丸いが、タイワンシビレエイ科では退化する場合もある。尾は筋肉質で太く、尾鰭はよく発達する。体は柔らかくて分厚く、皮膚は棘・皮歯を欠く。1対の発電器官は腎臓型で、胸鰭の基部にある。吻は、タイワンシビレエイ科では大きく幅広いが、ヤマトシビレエイ科では欠く。口、鼻孔、5対の鰓裂は体盤下面に位置する。鱗はなく、体表は滑らかである。
1000m以浅の沿岸域に生息する。泳ぎは遅く、他のエイと異なって尾鰭で推進力を生み出す。砂泥に埋もれて無脊椎動物や小魚を待ち伏せ、電気ショックで麻痺させて捕食する。

## 人との関連
このエイが獲物を麻痺させる能力は古くから知られており、古代ギリシアでは、出産や手術時に痛みを麻痺させるために用いられていた。プラトンは『メノン (対話篇)』において、ソクラテスが難解な質問で人々を当惑させる様子をこのエイに例えている。古代ローマの医師スクリボニウス・ラルグスは46年のCompositiones Medicaeにおいて、torpedo fishは頭痛・痛風の治療に有効であると述べている。このような能力を持つため、その正体が電気であると理解されるまでは、このエイは魔術的な生物だと信じられていた。
後述するように、日本近海にもヤマトシビレエイなどが生息している。底引き網で漁獲されることもあるが、上記の電気ショックを避けるため、漁師は手で触れないようにする。こういった特性をもつことから、機雷や地雷をシビレエイを意味するラテン語からトーピード（torpedo）と呼び、最終的に魚雷の通称となった。
日本の理化学研究所（理研）が、シビレエイの電気器官を分析したアデノシン三リン酸（ATP）系発電機を開発した。理研は、シビレエイにつけた発振器からの超音波を捉えて海底の地形を精密に調べるバイオロギング実験に成功しており、将来はその発電器官を発振器の電力に使うことをめざす。
通常食用にはしない。ヒレや背部の肉は美味であるが、発電器官は生食するとブニュブニュした食感でうま味がない、もしくはアルミホイルを噛んだ時の味のあとに甘えびのような甘味があり、食感は鳥の皮のようだという話もある。なお、発電器官は熱を加えると溶けてゲル状となり味も悪くなる。

## 分類
3科12属に、およそ60種が属する。ヤマトシビレエイ科は大型の獲物を麻痺させて丸呑みするが、タイワンシビレエイ科は堆積物内の小型の獲物を捕食する。どちらの科も電気ショックを防御に用いるが、タイワンシビレエイ科が電気ショックを捕食に用いているかは不明である

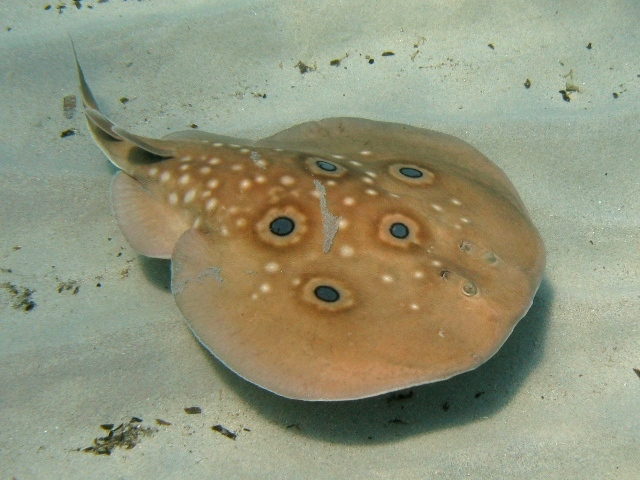
ヤマトシビレエイ科 Torpedinidae
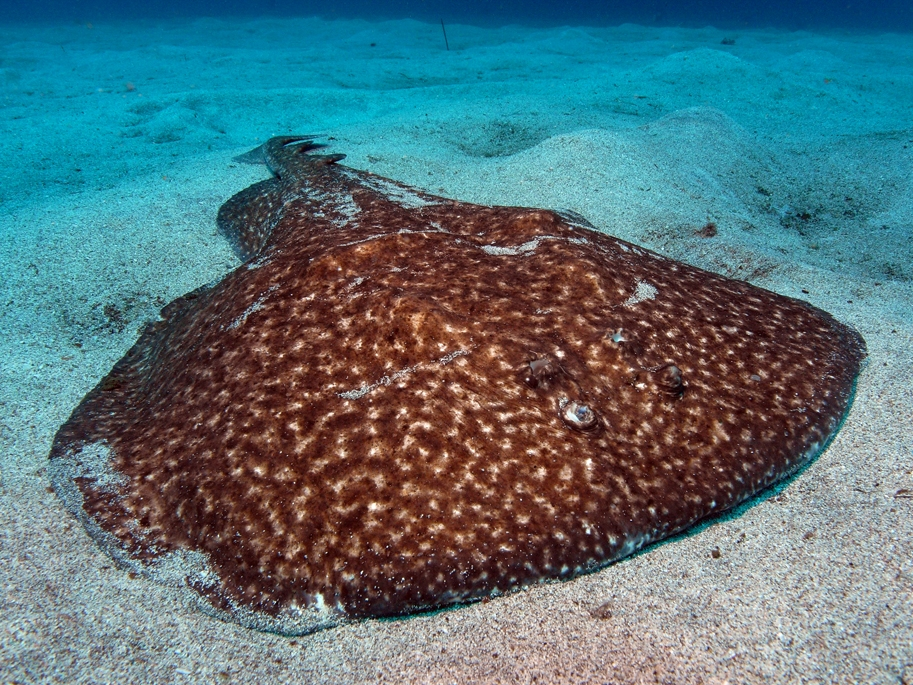
マダラシビレエイ
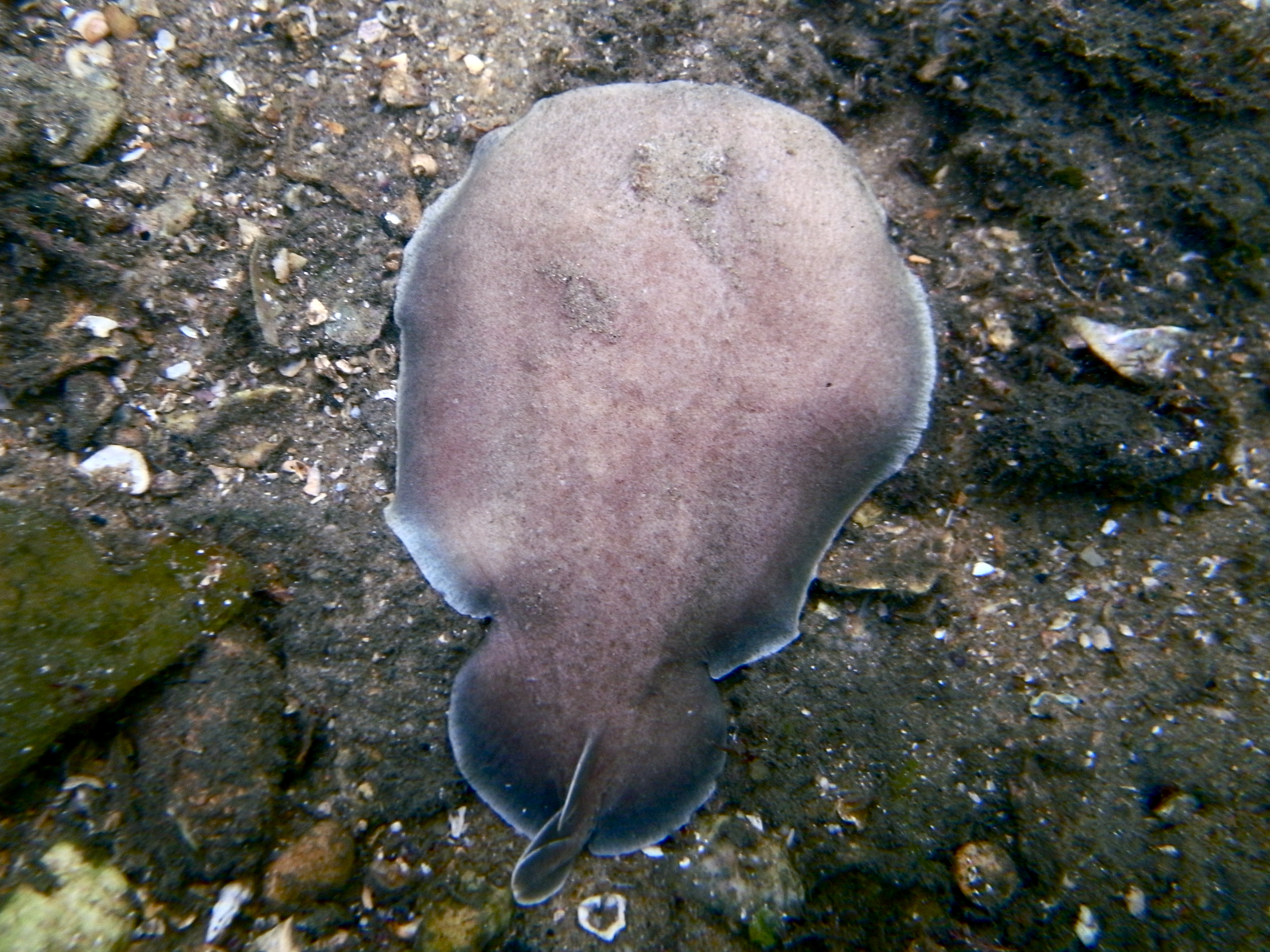
ゴウシュウシビレエイ
  - ヤマトシビレエイ属 Tetronarce T. N. Gill, 1862
    - Tetronarce californica Ayres, 1855 (Pacific electric ray) ゴマフシビレエイ
    - Tetronarce cowleyi Ebert, D. L. Haas & M. R. de Carvalho, 2015 (Cowley's torpedo ray)
    - Tetronarce fairchildi F. W. Hutton, 1872 (New Zealand torpedo) ミナミシビレエイ[17]
    - Tetronarce formosa D. L. Haas & Ebert, 2006 (Taiwan torpedo)
    - Tetronarce macneilli Whitley, 1932 (Shorttail torpedo)
    - Tetronarce nobiliana Bonaparte, 1835 (Atlantic torpedo) アンコシビレエイ
    - Tetronarce puelcha Lahille, 1926 (Argentine torpedo)
    - Tetronarce tokionis S. Tanaka (I), 1908 (Trapezoid torpedo) ヤマトシビレエイ
    - Tetronarce tremens F. de Buen, 1959 (Chilean torpedo) トレメンスシビレエイ

  - Torpedo 属 Houttuyn, 1764
    - Torpedo adenensis M. R. de Carvalho, Stehmann & Manilo, 2002 (Aden Gulf torpedo)
    - Torpedo alexandrinsis Mazhar, 1987 (Alexandrine torpedo)
    - Torpedo andersoni Bullis, 1962 (Florida torpedo)
    - Torpedo bauchotae Cadenat, Capapé & Desoutter, 1978 (Rosette torpedo)
    - Torpedo fuscomaculata W. K. H. Peters, 1855 (Black-spotted torpedo)
    - Torpedo mackayana Metzelaar, 1919 (Ringed torpedo)
    - Torpedo marmorata A. Risso, 1810 (Marbled electric ray) マダラシビレエイ[18]
    - Torpedo microdiscus Parin & Kotlyar, 1985 (Smalldisk torpedo)
    - Torpedo panthera Olfers, 1831 (Leopard torpedo)
    - Torpedo semipelagica Parin & Kotlyar, 1985 (Semipelagic torpedo)
    - Torpedo sinuspersici Olfers, 1831 (Variable torpedo or Gulf torpedo)
    - Torpedo suessii Steindachner, 1898
    - Torpedo torpedo (Linnaeus, 1758) (Common torpedo) セイヨウシビレエイ

- ゴウシュウシビレエイ科 Hypnidae
  - ゴウシュウシビレエイ属 Hypnos
    - ゴウシュウシビレエイ Hypnos monopterygius (G. shaw, 1795) (Coffin ray)

- セイヨウシビレエイ
- マダラシビレエイ
- ゴウシュウシビレエイ

- タイワンシビレエイ科 Narcinidae
  - Benthobatis 属
    - Benthobatis kreffti Rincón, Stehmann & Vooren, 2001 (Brazilian blind electric ray)
    - Benthobatis marcida B. A. Bean & A. C. Weed, 1909 (Blind torpedo)

  - モンツキシビレエイ属 Diplobatis
    - Diplobatis colombiensis Fechhelm & McEachran, 1984 (Colombian electric ray)
    - Diplobatis guamachensis Martín Salazar, 1957 (Brownband numbfish)
    - トガリヒレシビレエイ Diplobatis ommata (D. S. Jordan & C. H. Gilbert, 1890) (Ocellated electric ray)
    - モンツキシビレエイ Diplobatis pictus G. Palmer, 1950 (Painted electric ray)

  - Discopyge 属
    - Discopyge tschudii Heckel, 1846 (Apron ray)

  - タイワンシビレエイ属 Narcine
    - Narcine bancroftii (E. Griffith & C. H. Smith, 1834) (Lesser electric ray)
    - クモマシビレエイ Narcine brasiliensis (Olfers, 1831) (Brazilian electric ray)
    - Narcine brevilabiata Besednov, 1966 (Shortlip electric ray)
    - コルテスシビレエイ Narcine entemedor D. S. Jordan & Starks, 1895 (Giant electric ray)
    - タイワンシビレエイ Narcine timlei (Bloch & Schneider, 1801) (Blackspotted numbfish)
- シビレエイ科 Narkidae
  - ネムリシビレエイ属 Crassinarke
    - ネムリシビレエイ Crassinarke dormitor Takagi, 1951 (Sleeper torpedo)

  - Electrolux 属
    - Electrolux addisoni Compagno & Heemstra, 2007 (Ornate sleeper-ray)

  - Heteronarce 属
    - Heteronarce bentuviai (Baranes & J. E. Randall, 1989) (Elat electric ray)
    - Heteronarce garmani Regan, 1921 (Natal electric ray)
    - Heteronarce mollis (Lloyd, 1907) (Soft electric ray)
    - Heteronarce prabhui Talwar, 1981 (Quilon electric ray)

  - シビレエイ属 Narke
    - Narke capensis (J. F. Gmelin, 1789) (Onefin electric ray)
    - ハクテンシビレエイ Narke dipterygia (Bloch & Schneider, 1801) (Numbray) or (spottail sleeper ray)
    - シビレエイ Narke japonica (Temminck & Schlegel, 1850) (Japanese sleeper ray)

  - Temera 属
    - Temera hardwickii (J. E. Gray, 1831) (Finless sleeper ray)

  - Typhlonarke 属
    - Typhlonarke aysoni (A. Hamilton, 1902) (Blind electric ray) メナシシビレエイ[19]
    - Typhlonarke tarakea Phillipps, 1929 (Oval electric ray)

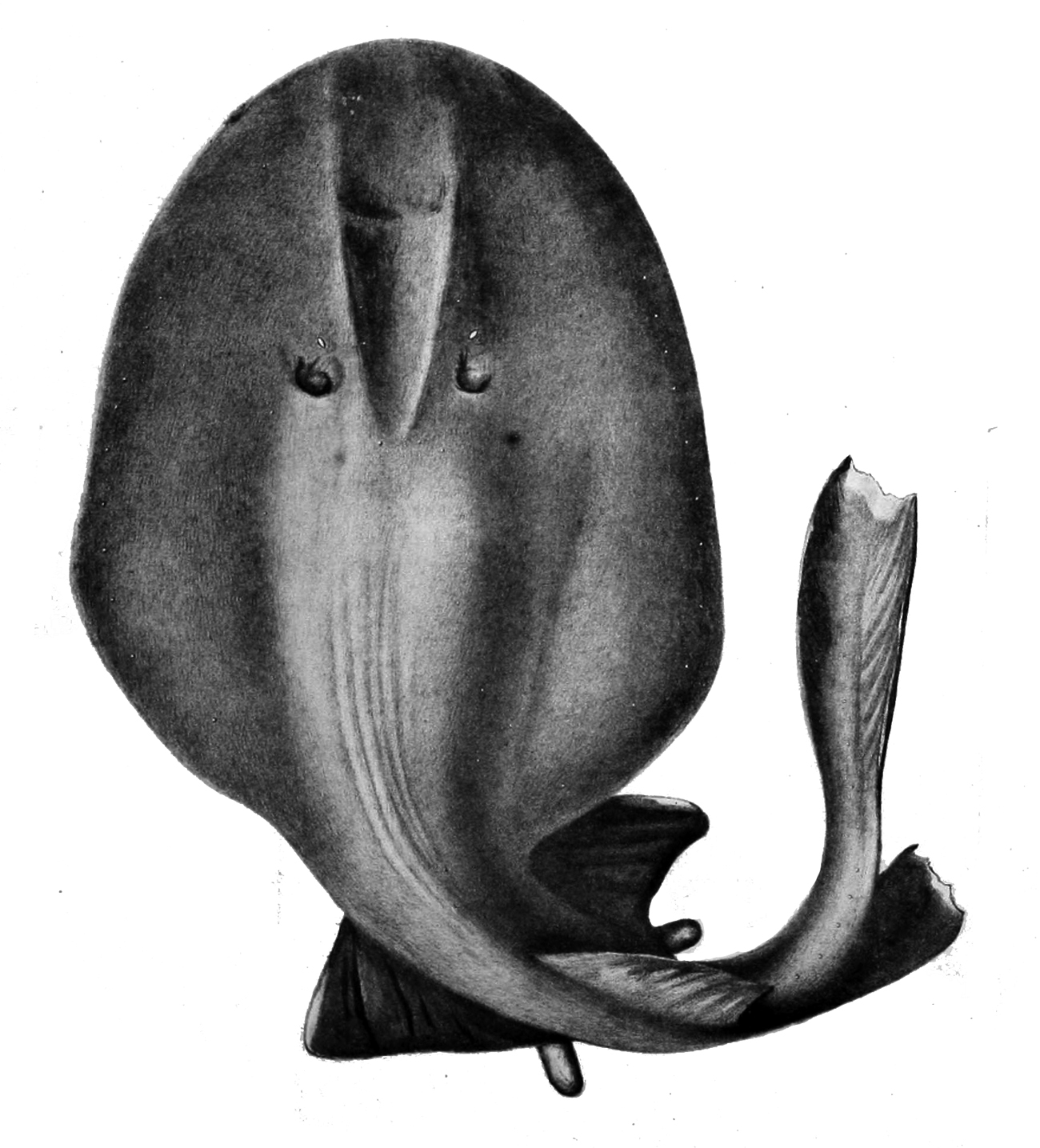
Benthobatis moresbyi
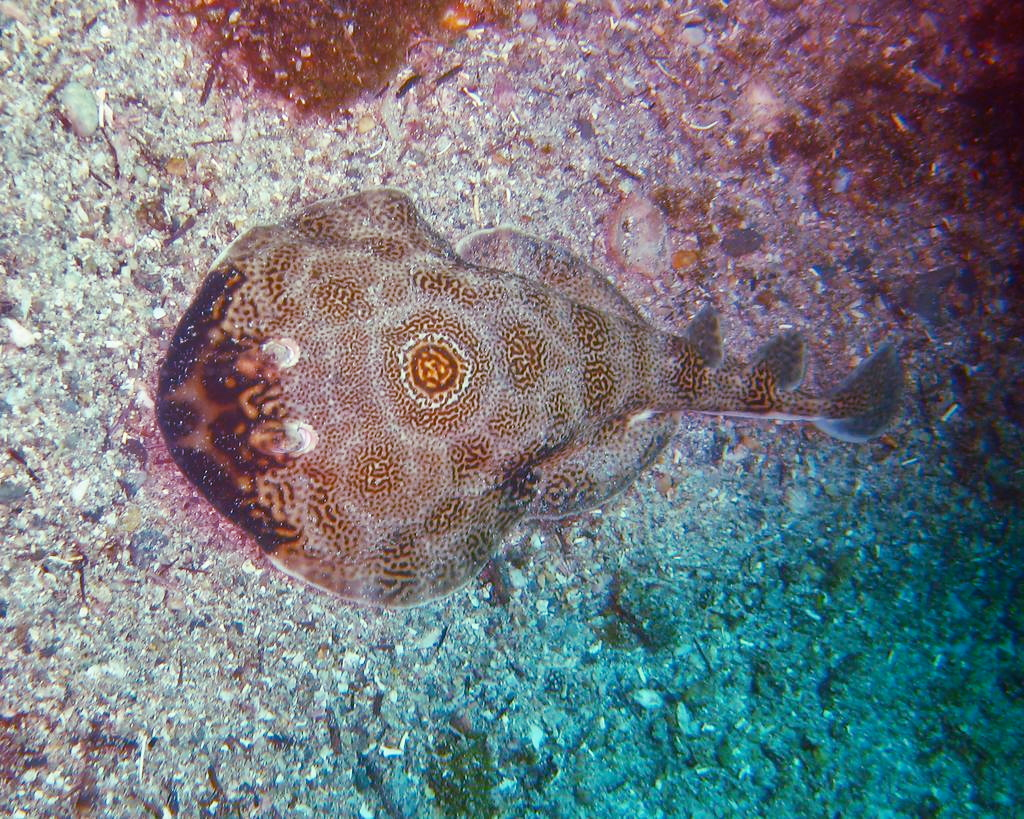
トガリヒレシビレエイ
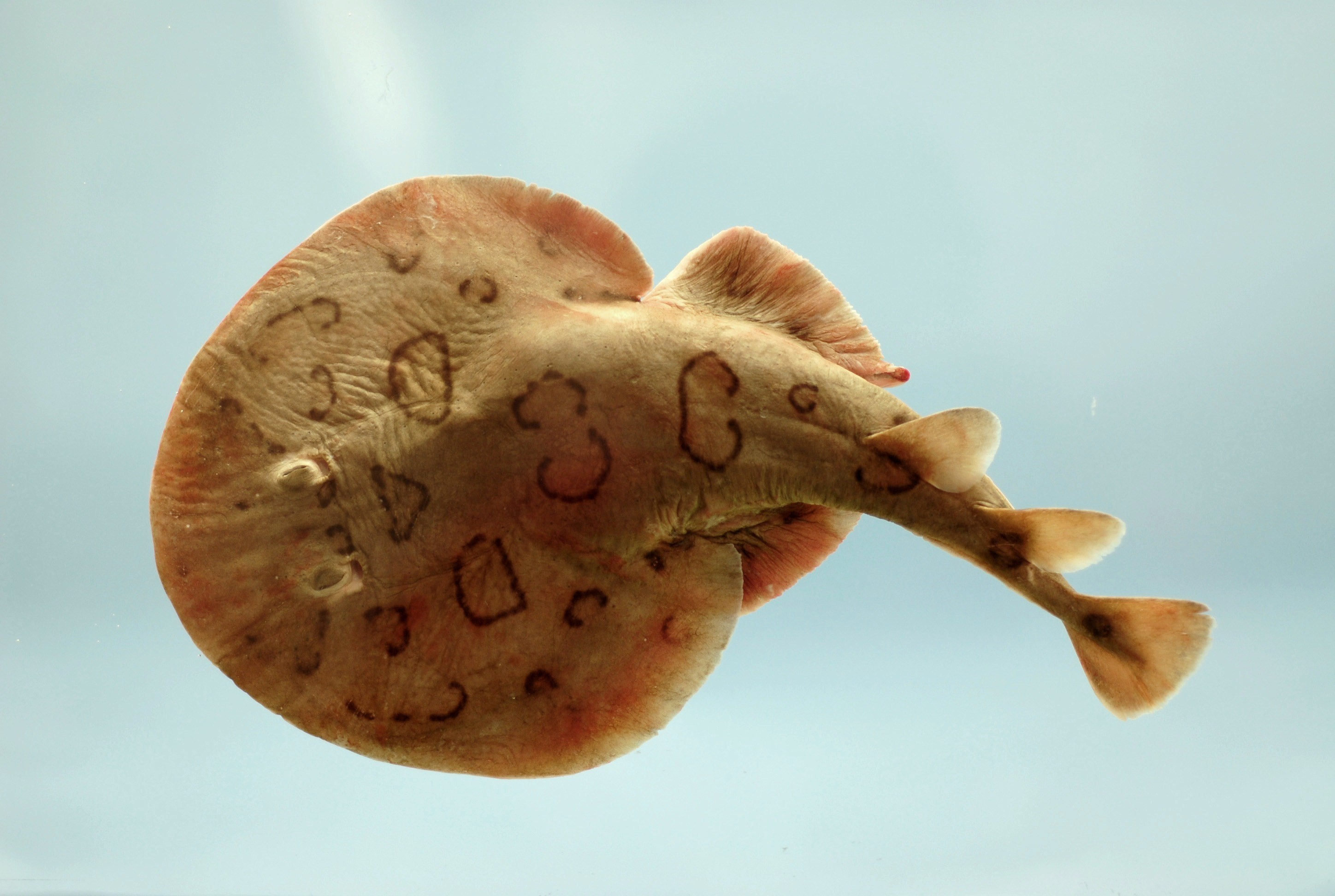
Narcine bancroftii
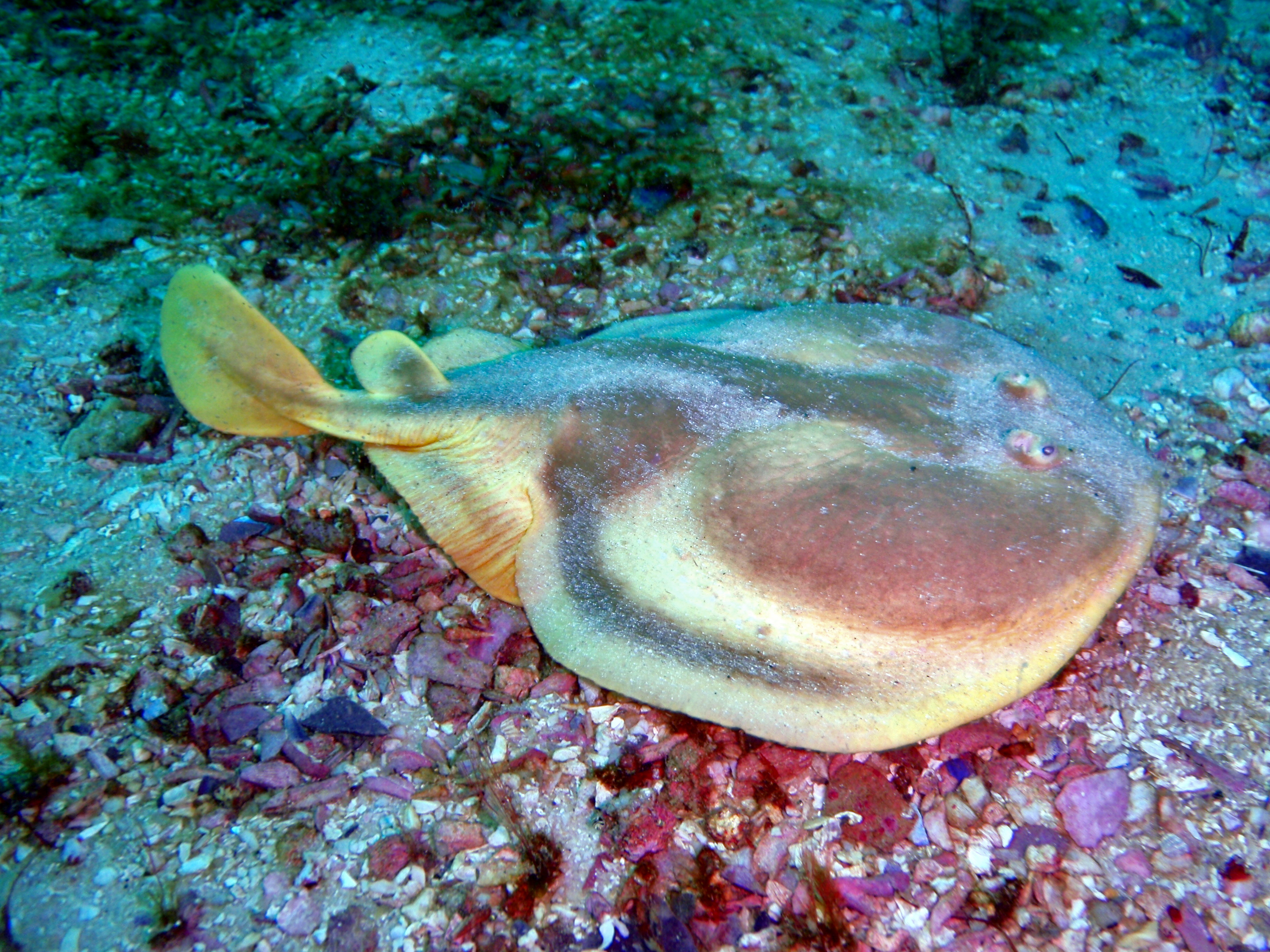
Narke capensis
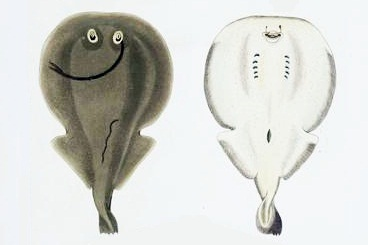
Temera hardwickii

日本近海には以下の5種が生息する。
- シビレエイ　Narke japonica (Temminck & Schlegel, 1850)　Japanese sleeper ray　最も一般的なシビレエイ。
- ハクテンシビレエイ　N.dipterygia (Bloch & Schneider, 1801) 　Numbray　インド洋から西太平洋の広範囲に分布する小型種。
- ネムリシビレエイ　Crassinarke dormitor Takagi, 1951　Sleeper torpedo　日本や台湾に分布する。
- ヤマトシビレエイ　Tetronarce  tokionis (Tanaka, 1908)　Trapezoid torpedo　全長70cmに迫る大型種で、水深1000ｍの深海に生息する。
- ゴマフシビレエイ　T.californica Ayres, 1855　Pacific electric ray　主な生息地は北アメリカ大陸西岸で、日本では過去数件の水揚げがある。